# Širvintos
Širvintos est une ville de Lituanie ayant en 2013 une population d'environ 6 000 habitants.

## Histoire
Avant la Seconde Guerre mondiale, la ville comptait une importante communauté juive et ses membres représentaient un tiers de la population totale. Ils seront assassinés par des allemands des collaborateurs lituaniens lors d'exécutions de masse en septembre 1941.